# Stazione di Imazato (Kintetsu)
La stazione di Imazato (大阪上本町駅?, Imazato-eki) è una stazione ferroviaria di Osaka, in Giappone, appartenente alle Ferrovie Kintetsu situata nel quartiere di Ikuno-ku. Nonostante porti lo stesso nome, la stazione di Imazato della metropolitana di Osaka (linea Imazatosuji) dista 15 minuti a piedi, e quindi non è considerabile un possibile interscambio con questa stazione.

## Linee
Ferrovie Kintetsu
● Linea Kintetsu Namba (inclusi servizi per Nara)
● Linea Kintetsu Ōsaka

## Aspetto
La stazione è costituita da quattro binari con tre marciapiedi (due laterali e uno centrale a isola) situati al secondo piano, con mezzanino al piano terra.
| 1 | ■ Linea Kintetsu Nara  | per Higashi-Hanazono, Ikoma, Yamato-Saidaiji, Kintetsu Nara e Tenri           |
| 2 | ■ Linea Kintetsu Ōsaka | per Yao, Kawachi-Kokubu, Yamato-Yagi, Ise-Shima e Kintetsu Nagoya             |
| 3 | ■ Linea Kintetsu Nara  | per Tsuruhashi, Ōsaka Uehommachi, Ōsaka Namba, Amagasaki, Kōshien e Sannomiya |
| 4 | ■ Linea Kintetsu Ōsaka | per Tsuruhashi e Ōsaka Uehommachi                                             |

## Stazioni adiacenti
| «                                 | Servizio             | »                    |
| Linea Kintetsu Osaka              | Linea Kintetsu Osaka | Linea Kintetsu Osaka |
| Linea Kintetsu Nara               | Linea Kintetsu Nara  | Linea Kintetsu Nara  |
| --------------------------------- | -------------------- | -------------------- |
| Tsuruhashi                        | Locale               | Fuse                 |
| Tutti gli altri treni non fermano |                      |                      |